# Casa de Uceda
Casa de Uceda ist eine zentralspanische Gemeinde mit 111 Einwohnern (Stand: 2024) in der Provinz Guadalajara in der Autonomen Gemeinschaft Kastilien-La Mancha. 

## Geografie
Casa de Uceda befindet sich etwa 34 Kilometer nordwestlich von Guadalajara und etwa 50 Kilometer nordnordöstlich von Madrid in einer Höhe von ca. 915 m. 

## Bevölkerungsentwicklung
| Bevölkerung | Bevölkerung | Bevölkerung | Bevölkerung | Bevölkerung | Bevölkerung |
| 1970        | 1981        | 1991        | 2001        | 2011        | 2021        |
| ----------- | ----------- | ----------- | ----------- | ----------- | ----------- |
| 243         | 171         | 126         | 101         | 126         | 98          |

## Sehenswürdigkeiten
- Bartholomäuskirche (Iglesia de San Bartolomé)
- Marienkapelle

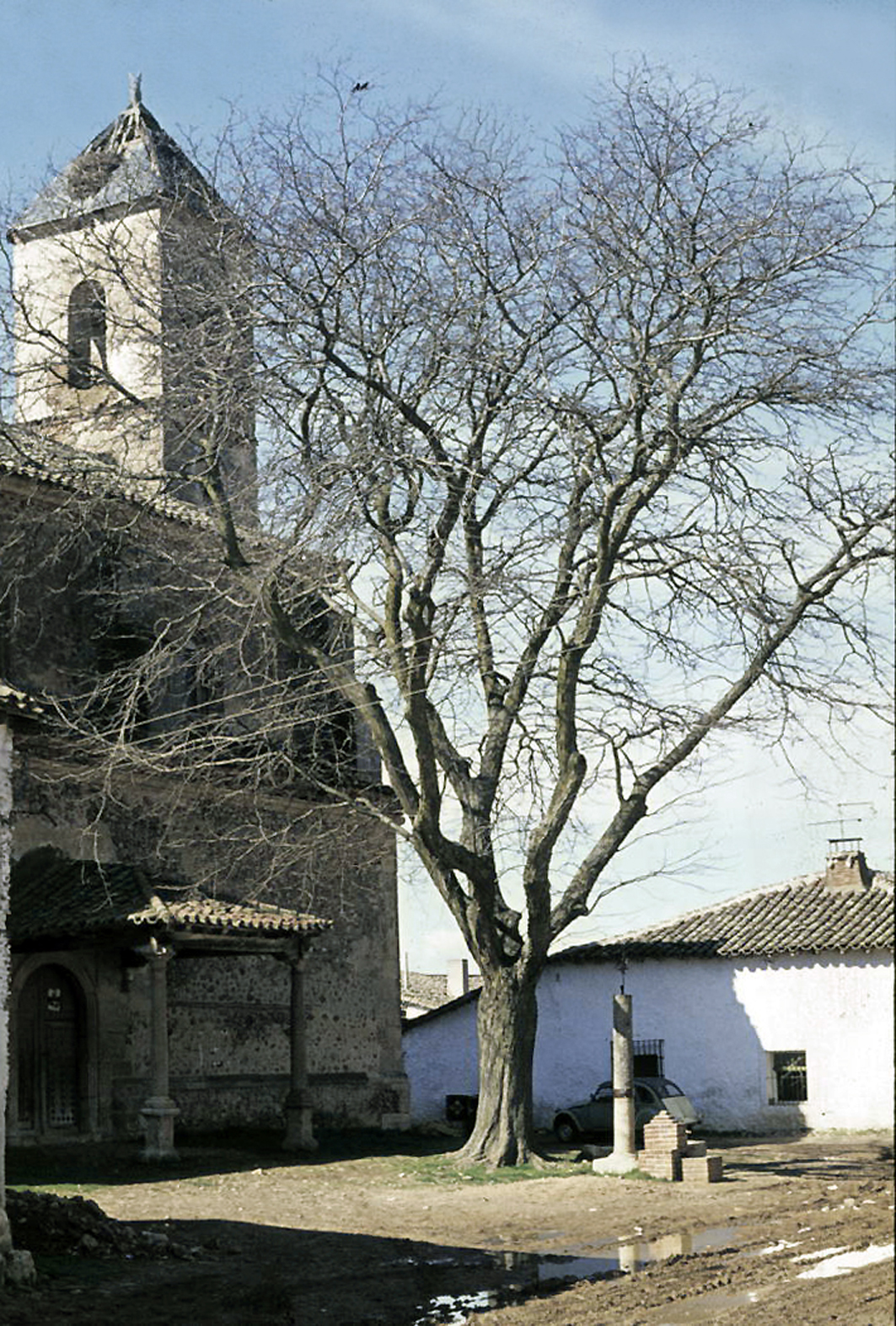
Bartholomäuskirche